# Докембрійські епохи складчастості
Докембрійські епохи складчастості — епохи підвищеної тектоно-магматичної активності протягом докембрійських ер розвитку Землі, що охоплюють 6/7 геологічної історії Землі.

## Окремі епохи складчастості
- саамська (3750—3500 млн років) — найбільш рання епоха докембрійського діастрофізму;
- кеноранська (2800—2600 млн років) — завершає архейську еру в історії Землі.
- ранньопротерозойська ера закінчується карельською епохою діастрофізму (2000—1900 до 1700 млн років). В Північній Америці її називають гудзонською, в Південній Америці — трансамазонською, в Західній Африці — збурнейською, в Китаї — люйлянською і т. д.

У пізньому протерозої мали місце:
- готська епоха в кінці раннього рифею (1400—1300 млн років); в Канаді вона називається ельсонською, в США — мазатцальською, в Бразилії — уруасанською, в Африці — кібарською;
- гренвільська епоха в кінці середнього рифею (100050 млн років), відома також як свеконорвезька на Балтійському щиті;
- байкальська в кінці пізнього рифею-венді (680—620 і до 480 млн років), в Західній Європі її називають кадомською, в Африці в цілому — панафриканською, в Екваторіальній Африці — катангською, в Південній Америці — бразильською.

У результаті вияву ранньодокембрійських епох складчастості, метаморфізму і гранітизації була сформована основна частина континентальної кори сучасних материків.

## Інтернет-ресурси
- ОДНА З НАЙДРЕВНІШИХ ДІЛЯНОК ЗЕМНОЇ КОРИ

| Геологія | Це незавершена стаття з геології. Ви можете допомогти проєкту, виправивши або дописавши її. |